# Калаури (Чиатурский муниципалитет)
Калаури (груз. კალაური) — село в Грузии, на территории Чиатурского муниципалитета края (мхаре) Имеретия.

## География
Село находится на западе центральной части Грузии, к югу от реки Квирилы, на расстоянии 6 километров к юго-востоку от города Чиатура, административного центра муниципалитета. Абсолютная высота — 703 метра над уровнем моря.

## Население
По результатам официальной переписи населения 2014 года, в Калаури проживало 356 человек (181 мужчина и 175 женщин). В национальной структуре населения грузины составляли 99,4 %, армяне — 0,3 %, русские — 0,3 %.
| Год  | Население, человек |
| ---- | ------------------ |
| 2002 | 497                |
| 2014 | ↘ 356              |